# 婆羅犀
婆羅犀（Dicerorhinus sumatrensis harrissoni），也稱為東蘇門答臘犀牛或東部毛犀牛，是蘇門答臘犀牛的三個亞種之一。 2015年4月，馬來西亞政府宣布婆羅洲犀牛在馬來西亞沙巴州野外绝灭，只剩兩隻雌性個體在沙巴圈養。然而，2016年3月，一隻年輕的母犀牛在東加里曼丹被捕獲，為牠們的存在提供了確切的證據。國際自然保護聯盟（IUCN）將該亞種列為極度瀕危物種。

## 命名
婆羅犀的亞種名「harrissoni」乃是為了紀念英國博學家湯姆·哈里森（Tom Harrisson）。哈里森在1960年代對婆羅洲的動物學和人類學進行大量的研究。

## 外觀描述
婆羅犀體型明顯小於其他兩個亞種，使其成為現存犀牛中最小的犀牛。成年的體重範圍為600-950公斤，高度為1-1.5米，體長為2-3米。婆羅犀為蘇門答臘犀牛中皮色中最黑的一種。小牛牛毛較為密集，隨年紀成長，會逐漸變得稀疏且變暗。頭部尺寸也相對較小。犀牛眼睛附近有皺紋，耳朵邊緣有流蘇狀緣毛。像黑犀牛一樣，它有一個適於抓握的嘴唇。西蘇門答臘犀牛的差異主要是遺傳。

## 分布與棲息地
婆羅洲犀牛過去遍布婆羅洲各地，但其範圍已經嚴重縮小。以前已知的野生種群居住在沙巴，主要分布於塔賓野生動物保護區。然而，現在人們認為該族群已經滅絕。最近捕獲的個體和來自攝像機陷阱的影像證據證實了它們在東加里曼丹持續存在，現在已可以容納整個野生種群。在砂拉越倖存的動物報告則還未經證實。
如今，婆羅犀與蘇門答臘犀牛一樣生活在炎熱潮濕的封閉冠層雨林中。然而，作為更新世末期之前即存在的物種，當初種化時的生長環境可能並非如此。

## 行為與生態
像大多數犀牛一樣，婆羅犀是一種獨居動物，生活在茂密的雨林和沼澤中。它通常在黃昏時覓食，白天在泥漿中沐浴。每天取食約50公斤植物。並從鹽磚中獲得稀有礦物質。這些犀牛是非常好的游泳者，可以在陡峭的山坡上移動。他們藉由刮出碎屑或用彎曲的樹苗和氣味標記他們的領土。與大多數亞洲犀牛相比，婆羅犀也可能更愛吃嫩葉。
2007年4月，沙巴的一個相機陷阱捕獲了一隻婆羅犀進食和查看攝像機的鏡頭。這是第一幕拍攝到這種稀有犀牛在野外自然行為的鏡頭。

## 威脅和保育
到20世紀初，婆羅犀在其原生範圍內很常見。但數量急劇減少，估計已降至15隻。 多數人認為牠在東馬來西亞和加里曼丹的大部分地區已經滅絕，現在只能在東加里曼丹找到。本亞種目前面臨的生存威脅包含狩獵、盜獵犀牛角、棲息地破壞，以及族群規模過小且過於分散。
1930年，當地的狩獵潮消滅了大部分犀牛。當地人殺死了犀牛並將他們的角賣給中國。在中醫學中，犀牛角具有特殊的藥用功效，可以治愈許多疾病。儘管許多科學研究證明這是錯誤的，但中國犀牛角的市場仍在繼續，導致婆羅犀的數量持續下降。透過砍伐雨林及使用採礦和伐木道路，盜獵者能夠更容易地追踪犀牛。這對婆羅犀而言是一大威脅，因此於2015年11月增加當地野生動物巡邏隊，以保護其餘的犀牛數量。
從1960年代開始，用於國際貿易的大規模採伐嚴重降低或完全清除了婆羅洲的雨林。 2013年，80％的東馬來西亞森林受伐木嚴重影響。在1990年代，棕櫚油成為婆羅洲的一個巨大產業，對犀牛和其他本地物種產生了更大的影響。雖然動物仍能在伐木的森林中生存，但棕櫚油種植園無法支持野生動植物，從而徹底消滅以前居住在該地區的個體。
婆羅犀的棲地破壞和狩獵導致族群過於分散。由於數量稀少，使婆羅犀幾乎無法找到配偶繁殖。這十年來相機陷阱拍攝到的犀牛，以及在野外鑑定的個體基本上已與其他個體分散，其餘15隻個體各自分布於三個獨立的族群之間。
據估計，在2008年，沙巴有大約50隻個體留在野外，2013年下降到10隻。2015年4月，婆羅犀宣布在沙巴野外絕滅。
2013年，透過腳印和相機陷阱捕獲的一張照片中，確認東加里曼丹仍有一隻個體存在。然而，這個個體被認為是一個單獨的個體，據信族群也已經滅絕。 然後，在2016年3月，專家們宣佈在該地區發現了15頭個體，世界野生動物基金會（WWF）的研究人員在同一時間在Kutai Barat的一個陷阱中捕獲一隻4至5歲之間的雌性活體，證明本種仍然存在於野外，並且可能有足夠的個體勉強維持族群。研究人員希望能找到至少10頭婆羅犀。
世界野生動物基金會計劃在4,561公頃科利安保育林（前科利安礦區）劃設200公頃的婆羅犀保護區，並將剩下的野生犀牛移入，以建立更大的受保護繁殖種群。一隻名叫Najaq母犀牛被捕獲後，移動到臨時圍欄，然後將她空運到受保護的森林。不過，在她被捕後幾天，Najaq死於腿部感染，據信是由盜獵者的陷阱造成的。

### 圈養
人工飼養的婆羅犀數量非常少，在沙巴的婆羅犀保護區只有三隻犀牛（一個公的，兩個母的）被圈養。而這三個個體的都有無法生育的風險。兩頭母犀牛（名為Puntung和Iman）的健康狀況不足以攜帶小牛，最後一隻雄性（命名為Tam）的精子數量很少。為了拯救亞種，有人建議健康的西部蘇門答臘犀牛可以作為代孕母親，而保護區正轉向印尼尋求幫助。
2014年2月，他們決定將Tam送到辛辛那提動物園和植物園，與母西方蘇門答臘犀牛Suci一起繁殖，以求挽救族群。由於Puntung和Iman不孕，所以將Suci作為Tam的繁殖選擇。然而Suci在2014年3月因血色沉着病死亡，該計劃只好取消。2017年5月，Puntung因病遭到安樂死，2018年末捕獲一頭雌性個體Pahu。2019年5月，圈養的唯一雄性犀牛Tam因年紀過大死亡，同年11月，圈養的一頭雌性個體Iman逝於沙巴，為馬來西亞最後一頭蘇門答臘犀牛。目前圈養個體僅剩一頭雌性個體Pahu（生活在印尼）。